# Aqüeducte de Begís
L'Aqüeducte de Begís, denominat també Aqüeducte romà dels Arcs, es troba en el municipi de Begís, en la comarca valenciana de l'Alt Palància. Tradicionalment considerat d'origen romà, no és fins al segle xx quan es planteja la possibilitat que haja sigut construït a mitjan segle xvi.

## Descripció
Si bé inicialment l'aqüeducte tenia set arcs i una longitud de 125 metres incloent-hi la conducció d'aigües en canal sobre arcades, els dos murs extrems, així com les connexions amb el canal de proveïment i el subministrament al poble, actualment només compta amb cinc arcs i una longitud aproximada de 80 metres.
La tipologia de l'aqüeducte es correspon més amb la d'un pont a causa del sistema estructural utilitzat, ja que compta amb tallamars en tots els pilars, així com contraforts en els pilars imparells.
La fàbrica és de carreus en arcs i pilars que culminen en un coronament piramidal, mentre que en la resta de l'obra s'utilitza la maçoneria. L'aqüeducte va ser declarat Monument Nacional per Reial Decret 1648/83, publicat en el BOE amb data 18 de juny de 1983.